# Magazzini (Portoferraio)
Magazzini è una frazione del comune italiano di Portoferraio, nella provincia di Livorno, in Toscana.

## Geografia fisica
La frazione di Magazzini è situata lungo la costa settentrionale dell'isola d'Elba a circa 8 km a est di Portoferraio.
La spiaggia di Magazzini, dotata di un porticciolo, è delimitata ad est da un piccolo promontorio che la divide dalla più ampia spiaggia dell'Ottone, così denominata dalla Villa Ottone, che termina presso la Punta della Pina, oltre la quale si trova il golfo di Bagnaia che segna il confine con il comune di Rio nell'Elba. A ovest invece ha inizio la lunga spiaggia di Schiopparello, che termina presso la Punta delle Grotte che la divide da San Giovanni e la città. Nell'interno, la frazione, dal territorio prevalentemente pianeggiante, è delimitata dalle alture che compongono il rilievo di Cima del Monte.
Il territorio della frazione comprende anche la piccola località di Santo Stefano, detta anche Le Trane.

## Storia
La frazione risulta già frequentata ed abitata in età antica, come dimostrano i ritrovamenti di un deposito di bronzi presso il centro abitato e di alcune tombe con corredi risalenti al V secolo a.C. presso Le Trane. Sempre a Magazzini, nel 1880 è stata rinvenuta una tomba che conservava un ricco corredo comprendente spade, fibule, situle di rame, ceramiche, un elmo di bronzo e un'oinochoe fittile.
Il centro di Magazzini si è sviluppato come piccolo borgo marinaro sin dal Medioevo, grazie alla presenza di un porticciolo che serviva come approdo e luogo di smistamento – da qui Magazzini – per il sale che veniva raccolto nelle saline di Schiopparello e di San Giovanni. Durante questo periodo l'area della frazione rientrava nel territorio dello scomparso comune di Latrano (o Laterano), citato tra i comuni dell'isola d'Elba nel 1260; tuttavia, già nel XIV secolo non se ne hanno più attestazioni documentarie. Il perduto borgo di Latrano è stato localizzato sopra un'altura a sud di Magazzini, presso la località di Santo Stefano, dove si trova la romanica chiesa di Santo Stefano alle Trane: il toponimo Le Trane è infatti da intendersi come una corruzione dell'antico Latrano.
Presso la tenuta La Chiusa, che con il suo muro di cinta funge oggi da perimetro per una parte di spiaggia, sostò Napoleone Bonaparte prima di giungere a Portoferraio.

## Monumenti e luoghi d'interesse
Presso la località di Santo Stefano, su un'altura poco distante dal centro del paese, è situata la piccola chiesa di Santo Stefano alle Trane, nota anche come Santo Stefano ai Magazzini. L'edificio si presenta come un perfetto esempio conservatosi di architettura romanica pisana, con la facciata ispirata ai motivi artistici del duomo di Pisa.
Nell'area orientale della frazione, su uno dei rilievi della Cima del Monte, a 394 m d'altitudine, si trova invece la monumentale fortezza del Volterraio. La rocca, costruita a scopo di difesa come torre di avvistamento pisana, fu potenziata nei secoli successivi fino al Settecento, quando venne meno la funzione difensiva.